# Hollyford (fleuve)
Le fleuve Hollyford (en anglais : Hollyford River) est un cours d'eau situé au sud-ouest de l’Île du Sud en Nouvelle-Zélande.

## Géographie
Il court sur une longueur de 128 km à travers la région des Fiordland. 
Sa source est à 10 km au nord de la pointe nord du lac Te Anau et proche du tunnel Homer (en). 
Le fleuve s’écoule vers le nord à travers la vallée glacière de Hollyford (en), passant à travers le lac McKerrow (en) avant d’atteindre Martins Bay sur la côte de la Mer de Tasman  à 25 km au nord de Milford Sound. 
Le chemin de randonnée Hollyford Track (en) suit le cours du fleuve. 
Une partie du cours du fleuve est traditionnellement considérée comme la limite entre les régions du Southland et d’Otago.

## Loisirs
Trois sections de la rivière sont régulièrement utilisés pour des parcours en kayaks :
- de Monkey Creek à Falls Creek : Grade : V+ ;
- de Falls Creek à Marian Swingbridge : Grade : III - IV ;
- au delà de Marian Creek Run : Grade : IV - V.